# Derrick Taylor
Derrick Taylor (* 20. November 1963 in Thibodaux, Louisiana) ist ein Basketballtrainer und ehemaliger -spieler, der neben der US-amerikanischen auch die deutsche Staatsbürgerschaft besitzt. Taylor, der als Spieler 2005 deutscher Meister wurde. Nach seiner Spielerkarriere war Taylor unter anderem Trainer in Bayreuth und Nürnberg.

## Karriere
Der 1,83 m große Taylor spielte während seines Studiums für die Tigers der Louisiana State University (LSU) in der NCAA. Für diese Hochschulmannschaft, für die zuvor bereits „Pistol Pete“ Maravich und später Shaquille O’Neal spielten, erzielte Taylor 1590 Punkte, was zum Zeitpunkt seines Abschieds den sechsten Platz in der ewigen LSU-Korbjägerliste bedeutete. Mit 404 Vorlagen erreichte er den bis dahin viertbesten Wert in der Mannschaftsgeschichte. Nach Studienende begann er eine Karriere als Basketballprofi in seinem Heimatland. Nachdem ihm der Sprung in die am höchsten dotierte Profiliga NBA misslang, versuchte er sich über Engagements in den US-amerikanischen Minor Leagues doch noch zu empfehlen. Von 1987 an spielte er zwei Spielzeiten für die Mississippi Jets in der CBA, die 1988 als Texans nach Wichita Falls umzogen. Zwischendurch nahm er auch Kurzzeitverträge in den verschiedenen Ländern wie den Philippinen an. Trotz teilweise überdurchschnittlicher Leistungen, so wurde er zweimal ins All-Star-Team der CBA berufen, wurde der Weg zu einem längerfristigen Engagement in der NBA aussichtslos. Daher wagte er den Wechsel für eine komplette Spielzeit nach Europa, kam aber nach einem eher erfolglosen Jahr beim mehrfachen belgischen Meister Sunair Ostende wieder zurück zu den Wichita Falls Texans in die CBA. Dort hatte er mit 24,2 Punkten pro Spiel und einer Freiwurfquote von 90 % maßgebenden Anteil am Gewinn der CBA-Meisterschaft seines Teams und empfahl sich somit für höhere Aufgaben.
Anschließend wurde Taylor 1991 vom ehemaligen deutschen Meister Steiner Bayreuth verpflichtet, der aber trotz Taylors 24,4 Punkten pro Spiel und der besten persönlichen Freiwurfquote der Liga überraschend am Saisonende absteigen musste. Taylor blieb den Oberfranken dennoch erhalten und führte die Mannschaft als Publikumsliebling zum sofortigen Wiederaufstieg in die erste Liga und in der Folgesaison in die Play-offs um die deutsche Meisterschaft. Nach durchwachsenen zwei Jahren, in denen Taylor durch einen Kreuzbandriss nur wenige Pflichtspiele bestritt, erhielt er im Februar 1995 in Bayreuth einen Zwölfjahresvertrag, der in auch über die Spielerlaufbahn hinaus in Bayreuth halten sollte. Allerdings endete die Zusammenarbeit bereits weit vor dem Vertragsende. Taylor fand in der Spielzeit 1995/1996 zu alter Stärke zurück und trat mit Bayreuth gleichzeitig im Korać-Cup an. Durch den deutschen Pass, den er 1996 erhielt, wurde Taylor auch für andere Vereine Südeuropas interessant und zu Saisonbeginn 1996/97 wurde er nach weiteren Einsätzen für Bayreuth im Korać-Cup vom italienischen Erstligisten Carmatic Pistoia unter Vertrag genommen. Zum Zeitpunkt seines vorläufigen Abschieds aus Bayreuth plagten den Verein Geldsorgen.
Nach nur einem Jahr kehrte Taylor nach Deutschland zurück und erhielt einen Kontrakt beim entthronten Serienmeister Bayer 04 Leverkusen, wo er als Wunschspieler des damaligen Trainers Dirk Bauermann, später Bundestrainer, schon länger beobachtet wurde. Nach zwei Jahren am Rhein, in denen Taylor in 65 Bundesliga-Spielen durchschnittlich 18,3 Punkte erzielte, wechselte er zum französischen Meister E.B. Pau-Orthez. Hier war er nicht erfolgreich, so dass er bereits im Dezember 1999 zurück in die italienische Serie A zum Klub aus Reggio nell’Emilia wechselte. Dieser wurde jedoch am Saison abgeschlagen Tabellenletzter und Taylor kehrte erneut nach Deutschland zurück. Eigentlich wollte er seine Laufbahn beenden und sich mit seiner Familie in Bayreuth niederlassen, entschied sich dann aber, ein Angebot der Skyliners Frankfurt anzunehmen, um dort angesichts der Verletzungen von Pascal Roller und Kai Nürnberger auszuhelfen. Während der Spielzeit 2000/2001 bestritt er elf Partien für die Opel Skyliners aus Frankfurt am Main und kam dann der Bitte von TSK Bambergs Manager Wolfgang Heyder nach, die sportlich erfolglose Mannschaft als erfahrener Spielmacher zu verstärken. Aus einem „Einspringen“ in Bamberg wurde mehr: Auch Trainer Dirk Bauermann, unter dem er während seiner Zeit in Leverkusen schon spielte und der 2001 das Amt in Bamberg übernahm, setzte auf ihn. Taylor erlebte in Bamberg trotz seines für einen Basketballspieler gehobenen Alters von mehr als 38 Jahren seine erfolgreichste Zeit in Deutschland. Als verlängerter Arm des Trainers war Taylor jahrelang auf der Position des Spielmachers gesetzt, konnte aber vorerst keinen Titel erringen und beendete seine Spielerkarriere im Jahr 2004. Nachdem er im Anschluss als Trainer des Bamberger-Kooperationsvereins TSV Tröster Breitengüßbach in der zweiten Basketball-Bundesliga wirkte, kehrte er während der Spielzeit 2004/2005 jedoch aufs Spielfeld für den GHP Bamberg zurück, als bei diesem einige Leistungsträger verletzt ausfielen und konnte mit Bamberg am Saisonende doch noch den Gewinn einer deutschen Meisterschaft als Spieler feiern. Im fünften Spiel der Finalserie gegen Frankfurt verwandelte Taylor beim Stand von 65:62 zwei Freiwürfe und sicherte damit den Titel ab. Aufgrund seiner Nervenstärke sowie seines für einen Leistungssportler fortgeschrittenen Alters wurde ihm während seiner Bamberger Zeit der Spitzname „Daddy Cool“ gegeben. Taylor erzielte in der Bundesliga insgesamt 5906 Punkte.

## Trainerlaufbahn
Nach Taylors endgültigem Rücktritt als aktiver Spieler, arbeitete er zuvorderst als Cheftrainer des TSV Breitengüßbach, betreute aber zusätzlich noch den GHP Bamberg als Co-Trainer an der Seite von Dirk Bauermann. Zur Spielzeit 2007/2008 wechselte Taylor dann zum BBC Bayreuth, der das Erbe von Steiner Bayreuth angetreten hat, der ersten Station von Taylor als Spieler in Deutschland. Nach einer halbjährigen Tätigkeit als Nachwuchskoordinator des Klubs wurde Taylor dann im Februar 2008 zum Cheftrainer der ersten Mannschaft in der zweiten Basketball Bundesliga ProA berufen,. Dabei konnte die Erwartungen jedoch nicht alle erfüllen und wurde trotz eines dritten Platzes in der Abschlusstabelle kurz vor Saisonbeginn 2009/2010 entlassen. Wenige Wochen später unterschrieb Taylor dann einen Vertrag als Cheftrainer des ProB-Ligisten Nürnberger BC, mit denen er am Ende der Saison den fünften Platz in der zweiten Liga ProB belegte. Durch den Lizenzverzicht der Dragons Rhöndorf in der ProA konnte er mit seinem Team trotz der Halbfinal-Niederlage in den Playoffs aufsteigen. Der Liganeuling, der sich mit den ehemaligen ProA-MVPs Jaivon Harris und Ryan DeMichael verstärkte, startete mit hohen Erwartungen, verpasste jedoch die Teilnahme an den Play-offs um den Aufstieg in die erste Liga. Daher wurde auch Taylors auslaufender Vertrag nicht mehr verlängert. September 2013 kehrte Taylor in den Trainerberuf zurück und wurde neuer Headcoach der 2. Mannschaft seines ehemaligen Clubs BBC Bayreuth. Seine neue Mannschaft lief unter dem Namen Cybex Bayreuth in der 1. Regionalliga auf. Taylor erhielt in Bayreuth einen Vertrag bis Sommer 2014 und blieb letztlich bis zum Ende der Saison 2014/15 im Amt.
Ende November 2017 wurde er Cheftrainer des BBC Coburg in der 2. Bundesliga ProB, konnte den Abstieg aber nicht verhindern. Nach dem Saisonende kam es zur Trennung. Anfang Dezember 2019 wurde er beim Zweitligisten Nürnberg Falcons BC Co-Trainer sowie Jugendkoordinator. Anfang Dezember 2022 rückte Taylor in Nürnberg wieder ins Amt des Cheftrainers der Zweitligamannschaft auf, nachdem Vytautas Buzas entlassen worden war. Taylor betreute die Nürnberger Mannschaft bis zum Ende der Saison 2022/23 und arbeitete anschließend wieder als Co-Trainer.

## Erfolge
- 1990/1991: Gewinn der CBA-Meisterschaft mit Wichita Falls Texans
- 2004/2005: Gewinn der deutschen Meisterschaft mit GHP Bamberg

## Privates
Taylor ist Vater zweier Kinder, hat einen Sohn und eine Tochter. Zusammen mit seiner Frau Marion, die er zu Beginn des Jahres 1996 heiratete, lebt er in Eckersdorf nahe Bayreuth. Taylor nahm im Laufe des Jahres 1996 die deutsche Staatsbürgerschaft an. Der Vater seiner Frau Marion, Manfred Hauser, war Manager von Steiner Bayreuth. Taylors Sohn David war deutscher Jugendnationalspieler, wechselte ans College in die USA und dann in die Basketball-Bundesliga. Die Sommerferien verbringt die Familie in Taylors Heimat Louisiana in den USA.